# Siphoninus immaculatus
Siphoninus immaculatus là một loài côn trùng cánh nửa trong họ Aleyrodidae, phân họ Aleyrodinae.
Siphoninus immaculatus được Heeger miêu tả khoa học đầu tiên năm 1856.